# Horst Gerson
Horst Karl Gerson (* 2. März 1907 in Berlin; † 10. Juni 1978 in Groningen) war ein deutsch-niederländischer Kunsthistoriker.
Seine Eltern waren der Sanitätsrat Karl Gerson und Gertrud Lilienfeld, die 1943 im Ghetto Theresienstadt starb. Ihr jüngerer Bruder war der Kunsthistoriker und -händler Karl Lilienfeld (1885–1966).
Horst Gerson studierte zunächst Kunstgeschichte in Wien und Berlin und wurde 1928 Schüler und Assistent von Cornelis Hofstede de Groot. 1932 promovierte er in Göttingen bei Georg Vitzthum von Eckstädt mit dem Thema Philips Koninck. Ein Beitrag zur Erforschung der holländischen Malerei des XVII. Jahrhunderts. Nach der Emigration arbeitete er seit 1934 für Hofstede de Groot im Rijksbureau voor Kunsthistorische Documentatie in Den Haag, dessen Leiter er von 1954 bis 1965 war. 1940 wurde er niederländischer Staatsbürger. Ab 1965 war er Professor an der Universität Groningen. 1969 wurde er Mitglied der Königlich Niederländischen Akademie der Wissenschaften (KNAW).
Der Schwerpunkt seiner Forschung lag auf der Malerei des 17. Jahrhunderts, vor allem der niederländischen und der flämischen.

## Schriften (Auswahl)
- Philips Koninck. Ein Beitrag zur Erforschung der holländischen Malerei des XVII. Jahrhunderts. Dissertation, Berlin 1936, Reprint Berlin 1980.
- Ausbreitung und Nachwirkung der holländischen Malerei des 17. Jahrhunderts. Haarlem 1942. Nachdruck Israël, Amsterdam 1983. RKD.
- Huizinga und die Kunstgeschichte. In: Bijdragen en mededelingen betreffende de geschiedenis der Nederlanden 88, 2, 1973, S. 348–362.
- Hollandse portretschilders van de zeventiende eeuw: afscheidscollege gehouden of vrijdag 14 februari 1975 aan de Rijksuniversiteit te Groningen. Schwartz, Maarssen 1975.
- Rembrandt-Gemälde. Gesamtwerk. Vollmer, Wiesbaden 1975.
- De Nederlandse schilderkunst. Drei Bände. Uitgeverij Contact, Amsterdam 1950–1961.